# Museu do Caramulo
O Museu do Caramulo que está localizado na vila portuguesa do Caramulo, município de Tondela, distrito de Viseu, expõe uma invulgar colecção de objectos de arte constituída por 500 peças de pintura, escultura, mobiliário, cerâmica e tapeçarias, que vão do antigo Egipto até Picasso.
O Museu do Caramulo que foi inaugurado oficialmente em 1959 pelo Presidente da República é um museu criado e gerido por privados sendo a Fundação Abel e João de Lacerda a sua actual detentora. O Museu do Caramulo foi um dos primeiros museus em Portugal a ser concebido e instalado num edifício especificamente construido para o efeito com todos os requisitos modernos da museologia, projecto do arquiteto Alberto da Cruz.
Mais tarde foi construido um outro edifício anexo ao primeiro, vocacionado para expor cerca 100 automóveis e motos antigos, segundo o princípio de que todos os veículos pudessem sair facilmente  do museu para exibição e conservação.

## Caramulo: A Vila e o Museu
A localidade do Caramulo nasce em 1921, na vertente sul da Serra do mesmo nome, fruto da iniciativa de um médico, Jerónimo de Lacerda que, do nada, criou a maior estância sanatorial do País e da Península Ibérica. Magnífica obra urbanística dotada de infra-estruturas únicas em Portugal, naquela data. Em 1938 já possui água canalizada ao domicílio, uma exemplar rede de esgotos urbanos e respectiva estação de tratamento, sistema de recolha de lixos com forno crematório, energia eléctrica produzida a partir de central hídrica própria, bem como um planeamento urbanístico invulgar, com estradas largas com passeios, espaços verdes e jardins públicos de beleza incomparável e numa proporção nunca vista.
É neste cenário que, em 1921 e 1923, nascem dois filhos do Dr. Jerónimo de Lacerda, Abel e João. Cientes de que o progresso da medicina ditaria o fim do Caramulo enquanto centro de tratamento, Abel, que enveredara pela carreira de economista, e o seu irmão João, médico, iniciam a procura de ideias que assegurem a sobrevivência da sua terra e a continuação da obra herdada. Decidem programar a transformação das estruturas existentes em turismo de altitude e retirar ao nome Caramulo o epíteto de doença, convertendo o cenário serrano em polo de atracção cultural e artística.
É com esta ideia em mente que Abel e João de Lacerda, fundam nos anos cinquenta, um invulgar museu, situado numa montanha no centro de Portugal, com luxuriante vegetação, virada a Sul, sobre um vale extenso de 80 km: o mais vasto panorama do país.
Abel de Lacerda, apaixonado pela arte, constrói um edifício, com os mais modernos conceitos de museologia, para expor uma invulgar colecção de objectos de arte constituída por 500 peças de pintura, escultura, mobiliário, cerâmica e tapeçarias, que vão da era Romana até Picasso.
João de Lacerda, apaixonado por automóveis, constrói outro edifício anexo ao primeiro, vocacionado para expor 100 automóveis e motos, dentro do princípio de que todos os veículos pudessem sair facilmente, para exibição e conservação.
Com a morte prematura de Abel de Lacerda em 1957, criou-se a Fundação Abel de Lacerda - hoje Fundação Abel e João de Lacerda - proprietária dos dois museus de Arte e Automóveis, abertos ao público todo o ano. Mais de 1 milhão de visitantes entraram neste meio século, no Museu do Caramulo.
O edifício planeado por Abel Lacerda, para albergar as preciosas antiguidades doadas, foi inaugurado pelo Presidente da República em 1959, tendo sido um dos primeiros museus concebidos e realizados em Portugal, com todos os requisitos modernos da museologia.

## Os Fundadores: Abel de Lacerda (1921-1957)
Abel de Lacerda nasceu em 1921, descendente de uma família de médicos que incluía o seu bisavô, avô e pai. Optou, no entanto, por não seguir a tradição familiar, escolhendo antes estudar Ciências Económicas e Financeiras. O seu pai, Jerónimo de Lacerda, foi o responsável pela criação de uma das maiores estâncias sanatoriais da Península Ibérica, no Caramulo. Contudo, o falecimento súbito de Jerónimo de Lacerda, em 1945, obrigou Abel de Lacerda a interromper os seus estudos para assumir a gestão do projecto do pai. Posteriormente, continuou os estudos em regime livre.
Desde jovem, Abel de Lacerda mostrou grande interesse pelas artes, começando a coleccionar obras com os recursos disponíveis e a estabelecer contactos com artistas e outros coleccionadores. Em 1953, idealizou a criação de um museu dedicado às artes plásticas, com um foco particular no papel de coleccionadores privados. Este projecto visava reunir uma colecção criteriosa e harmoniosa, composta por obras de arte significativas. 
Com o apoio de amigos e outros entusiastas da arte, Abel de Lacerda conseguiu reunir um conjunto de cerca de 150 peças e cem personalidades associadas ao projecto. Este esforço culminou numa exposição realizada no Palácio Foz, em Lisboa, inaugurada pelo então Chefe de Estado, General Craveiro Lopes, e outros membros do Governo. A exposição foi bem recebida e serviu como ponto de partida para o que se viria a tornar o Museu do Caramulo.  
Abel de Lacerda decidiu localizar o museu no Caramulo, onde começou a planear e construir as instalações de forma a albergar a colecção crescente. Contudo, faleceu em 1957, num acidente, antes de ver o edifício concluído. Nessa altura, apenas as fundações do primeiro edifício estavam lançadas, e o museu não possuía ainda um suporte jurídico formalizado.
Após a sua morte, em 1958, foi criada a Fundação Abel de Lacerda, que deu continuidade ao projecto e atribuiu personalidade jurídica à iniciativa. Em 1959, o Museu do Caramulo foi inaugurado oficialmente, com o estatuto de utilidade pública. A fundação deu seguimento à visão de Abel de Lacerda, acrescentando ao património nacional um acervo de elevado valor.  
O museu destacou-se por reunir peças de arte significativas, incluindo as célebres tapeçarias manuelinas de Tournai, que, de outra forma, dificilmente regressariam a Portugal. Desde a sua fundação, o museu manteve-se fiel aos critérios de qualidade e selecção estabelecidos inicialmente, preservando uma harmonia e coerência raras entre instituições similares.  
Até à actualidade, o Museu do Caramulo recebeu mais de 1,5 milhões de visitantes e continua a enriquecer o seu acervo com o apoio de doadores, mantendo-se uma entidade independente e fiel à sua missão inicial.

## Os Fundadores: João de Lacerda (1923-2003)
João de Lacerda nasceu em 1923, no Caramulo. Após completar o liceu decide seguir a tradição dos seus antepassados e forma-se na Faculdade de Medicina de Lisboa.
Desde logo, inicia a sua especialização em Pneumologia, trabalhando com tisiologistas de renome. Terminados os estágios, assume a função de Director Clínico da Estância Sanatorial do Caramulo.
Com a morte de seu irmão Abel, em 1957, num trágico acidente, no qual ele próprio fica gravemente ferido, vê-se na contingência de assumir a Direcção da Estância e abandona a Medicina.
Como desde pequeno sempre teve a paixão pela construção civil, fruto de um acompanhamento permanente de seu pai, assume também a direcção da Junta de Turismo do Caramulo e dinamiza de uma forma imparável o crescimento e embelezamento da sua terra, o Caramulo. Dava assim continuidade à grande obra de seu pai, o Dr. Jerónimo de Lacerda, que foi pioneiro na criação de uma povoação modelo para a altura, com água canalizada ao domicílio, electricidade a partir de uma barragem própria, rede de esgotos com ETAR, sistema de recolha de lixos com forno crematório, e jardins e verde numa proporção nunca vista. Com justiça pode-se dizer que, se Jerónimo de Lacerda criou o Caramulo, João de Lacerda deu-lhe a projecção que o tornou conhecido no país e fora dele.
Deu continuidade à construção do edifício que viria a albergar o Museu do Caramulo, uma ideia iniciada pelo seu irmão. Criou a Fundação Abel de Lacerda em sua memória, que se tornou responsável pelo desenvolvimento e preservação do museu. Ao contrário do seu irmão, a sua grande paixão eram os automóveis, e, certo dia, encontra um Ford T em estado de quase sucata. Pára e compra-o. Estava assim iniciada a colecção automóvel do Museu do Caramulo. Perfeccionista e criterioso, reconstrói meticulosamente os automóveis que vai adquirindo, dando-lhes a grandeza e autenticidade dos tempos em que circulavam pelas estradas do nosso País.
Na sequência de uma sugestão do Presidente Américo Thomaz, aquando de uma visita ao Museu do Caramulo, decide expor a sua colecção e cria aquilo que fica conhecido como o Museu Automóvel do Caramulo. Inicialmente instalado no piso térreo do edifício da Fundação Abel de Lacerda e mais tarde em edifício próprio, construído a expensas próprias e com a ajuda de algumas empresas de petróleo, é inaugurado com pompa e circunstância, em 1970, pelo governo.
João de Lacerda participou em várias competições e exposições internacionais de automóveis, como o London-Brighton, Mille Miglia e Rallye Monte Carlo, promovendo a colecção e o museu a nível global. O estado de conservação dos veículos e a sua participação em eventos de prestígio contribuíram para o reconhecimento internacional do Museu do Caramulo.
O Museu do Caramulo conserva, nos seus vários edifícios, diferentes colecções, que estão, na sua grande maioria, totalmente disponíveis ao público e que apresentamos abaixo. 
A colecção de arte está na origem da criação do Museu do Caramulo, e está dividida em quatro grandes núcleos, sendo eles Arte Antiga, Arte Moderna, Arte Contemporânea e Artes Gráficas. 

## Arte Antiga
O núcleo de Arte Antiga é o maior da colecção, contabilizando cerca de 500 peças e abrangendo uma ampla variedade de disciplinas tais como mobiliário, ourivesaria, têxteis, tapeçarias, arte luso-oriental, arte japonesa, cerâmica chinesa, cerâmica europeia, pintura, desenho e gravura, arqueologia e egiptologia e escultura.
Alguns dos ex-libris da colecção incluem as tapeçarias Tournai. de grande porte, encomendadas por D. Manuel, para celebrar a descoberta do caminho marítimo para a Índia, um par de pinturas de Grão Vasco, o “Jovem japonês”, uma pintura sobre papel colado em madeira, datada de 1640, ou a garrafa de Jorge Álvares, datada de 1552, decorada em tons de azul cobalto sob o vidrado, apresentando uma das primeiras inscrições em língua portuguesa, na porcelana chinesa.

## Arte Moderna
Reunindo um qualificado conjunto de obras, entre pintura, escultura, cerâmica e tapeçaria, o acervo de Arte Moderna do Museu do Caramulo permite, apesar da natureza da colecção, exclusivamente constituída por doações, um olhar detalhado sobre as vias da contemporaneidade plástica portuguesa, pontuada por algumas excelentes marcações internacionais.
Este maravilhoso núcleo guarda obras de artistas tão conceituados como Salvador Dali, Vieira da Silva, Eduardo Viana, Amadeo de Souza-Cardoso, Joan Miró, António Soares, Raoul Dufy, Francisco Smith, Eduardo Malta, Jorge Vieira, Marc Chagall, Leopoldo de Almeida, Barata Feyo, Canto da Maya ou Jean Lurçat, entre muitos outros.
Do próprio Picasso o Museu do Caramulo guarda cinco obras, incluindo uma excelente natureza-morta, testemunho doloroso do período da Segunda Guerra Mundial e, durante quase cinco décadas, a única obra do grande criador publicamente apresentada em Portugal.
Iniciada em 1953, por iniciativa de Abel de Lacerda, sob o lema da generosidade, a colecção de arte do Museu do Caramulo é hoje constituída por ofertas de coleccionadores e artistas contemporâneos de renome como Salvador Dali, Pablo Picasso, Chagall, Fernand Léger ou Jean Lurçat, e de consagrados pintores nacionais, como Vieira da Silva, Grão Vasco, Silva Porto, Columbano e Amadeo de Sousa Cardoso, passando ainda por artistas flamengos como Frei Carlos, Quinten Metsijs, Isembrant, Jacob Jordaens ou franceses como Hyacinthe Rigaud, Frans Pourbus, Raoul Dufy.
A colecção de arte reveste-se de uma enorme riqueza dadas as diferentes categorias de objectos que encerra e que abarcam um largo período histórico, desde a Antiguidade até à Contemporaneidade, numa rigorosa selecção.
As salas do museu enchem-se de peças de pintura, escultura, mobiliário, ourivesaria, marfim, vidros, esmaltes, têxteis e cerâmica. Neste último grupo, revelam -se o gosto e técnica das mais diversas épocas, desde o período Han e Tang até uma jarra de Picasso, porcelanas Delft e Ming, com especial relevo para a célebre garrafa de Jorge Álvares de 1552.
O núcleo de escultura é composto por peças de artistas portugueses como Salvador Barata Feyo, Canto da Maya, Leopoldo de Almeida ou António Duarte, bem como os estrangeiros, José Cañas e José Clará.
Na secção de têxteis, salientam-se 4 tapeçarias monumentais, encomendadas pelo Rei das Descobertas - D. Manuel I - tecidas em Tournai no 1º. Quartel do Séc. XVI. Pelo seu enorme valor cultural, estas peças constituem um meio privilegiado para a compreensão do século XVI, das relações entre Portugal e a Flandres até à influência das Descobertas na arte ocidental.

## O Edifício
Como forma de albergar este notável conjunto de obras de arte foi construído o actual edifício do museu, desenhado pelo arquitecto Alberto Cruz, dotando-o de todos os requisitos necessários à preservação e valorização dos objectos a expor.
De dimensões imponentes e utilizando materiais da região, granito e xisto, num estilo neo-clássico, o Museu do Caramulo tem a forma quadrangular.
Foi construído em torno de um claustro do século XVIII, proveniente do Convento Franciscano da Fraga, em Sátão - que em 1954 Abel Lacerda adquiriu e salvou da destruição iminente - o que permite que a exposição possa ser vista de forma contínua.
O claustro foi então transportado para o Caramulo peça por peça e aí remontado e restaurado com o necessário rigor e respeito pelos aparelhos de pedra, travejamentos e telhas rústicas, estas últimas, nalguns casos negociadas com as gentes da serra, por troca com telhas novas. Foi o primeiro edifício concebido em Portugal expressamente para ser museu.

## Colecção de Automóveis, Motociclos e Velocípedes
João de Lacerda (1923-2003) encontra, um certo dia, um Ford T em estado de quase sucata. Pára e compra-o. Estava iniciada a melhor colecção de automóveis antigos que alguma vez se constituiu em Portugal. Perfeccionista e criterioso, reconstrói meticulosamente os automóveis que vai adquirindo, dando-lhes a grandeza e autenticidade dos tempos em que circulavam pelos caminhos do nosso País.
Na sequência de uma sugestão do Presidente Américo Thomaz, a quando de uma visita ao Museu do Caramulo, decide expor a sua colecção e cria aquilo que fica conhecido como o Museu Automóvel do Caramulo, inicialmente instalado no piso térreo do edifício da Fundação Abel de Lacerda. Assim nasceu em 1959 e pela primeira vez em Portugal um Museu Automóvel, quando na Europa apenas existiam pouco mais de uma dezena.
Perante o sucesso obtido junto do público, João de Lacerda planeia a construção de um novo edifício apropriado para museu de automóveis, que reunisse, entre outros, os seguintes requisitos: ter capacidade para expor 60 veículos de forma a que todos pudessem sair facilmente, para a necessária conservação da mecânica e ficar aberto a todos os coleccionadores à semelhança do Museu de Arte. É construído a expensas próprias e com a ajuda de algumas empresas de petróleo e inaugurado em 1970 pelo Presidente da República.
Com a sua enorme dinâmica, João de Lacerda leva os seus automóveis a participar numa centena das mais conhecidas e prestigiadas provas para automóveis antigos e de colecção, como sejam o London-Brighton, a Louis Vuitton China Run, o Rally de Marrocos, o Paris-Rouen, o Bordeaux-Paris para viaturas até 1900, as Mille Miglia, o Rally de Montecarlo, a exposição na Bagatelle (Paris), etc. onde acumula prémios e louvores. A sua arte de conduzir e o impecável estado das mecânicas, com que apresenta os automóveis, granjeia-lhe a ele e ao Museu do Caramulo enorme respeito e prestígio internacional.
O prestígio das marcas (Bugatti, Rolls Royce, Mercedes, Ferrari, Porsche, Peugeot, Lamborghini, Jaguar, Unic, Panhard, Oldsmobile, Cadillac, Darracq, Renault, Pegaso, Benz, Fiat, Citroën etc.) e o facto de todos os veículos expostos estarem em perfeito estado de circulação, aliados a uma reconstrução impecável, permitiram creditar o Museu do Caramulo, na sua componente automóvel, como um dos mais notáveis da Europa. O que foi reconhecido publicamente com a nomeação, pela Federação Internacional Automóvel, do Dr. João de Lacerda para membro do seu Comité Histórico.
O Museu do Caramulo vem, com esta nova aposta, não só complementar as colecções já existentes como aumentar a sua oferta nos serviços educativos e pedagógicos, conquistando assim novos públicos.
Surge o 25 de Abril de 1974. A convulsão política gerada leva muitos dos coleccionadores a retirar os seus carros que eram então, injustamente, considerados como uma manifestação capitalista decadente... O Museu corre o risco de desaparecer, mas decorridos cinco anos, com a recuperação da acalmia política, consegue-se refazer parte da colecção.
Recuperada a confiança de muitos coleccionadores para a cedência, temporária, dos seus automóveis e com o núcleo principal cuidadosamente preservado pela família Lacerda, o Museu Automóvel do Caramulo retoma o prestígio antigamente grangeado a nível internacional, de ser um dos melhores da Europa.
Muitos dos automóveis expostos actualmente têm uma relação com a História de Portugal. Na colecção automóvel exposta permanentemente no museu pode observar-se o mais antigo automóvel ainda em funcionamento em Portugal, o Peugeot de 1899; o Bugatti 35B, em que Lehrfeld estabeleceu, em 1931, o recorde do quilómetro lançado, a mais de 205 km/h; o Mercedes-Benz blindado e o Cadillac que estiveram ao serviço do Prof. Doutor Oliveira Salazar; o Pegaso Sport, oferecido pelo General Franco ao Presidente Craveiro Lopes; o Chrysler Imperial da PIDE que protagonizou a "Fuga da Prisão de Caxias"; o Renault que foi pertença do conselheiro João Franco; o Rolls-Royce que serviu a Rainha Isabel II, o Presidente Eisenhower e o Papa João Paulo II nas suas visitas a Portugal ou o Fiat oferecido ao Dr. João de Lacerda, pelo presidente do Grupo Fiat.

## Caramulo Motorfestival
O Caramulo Motorfestival é um evento dedicado aos automóveis e motociclos clássicos e desportivos, que combina a parte de competição de um rally e de uma rampa, com um conjunto de acções lúdicas e turísticas, como sejam a Rampa do Caramulo (Campeonato Português de Montanha Velocidade), a Rampa Histórica do Caramulo, o Rally Histórico Luso-Caramulo, o Passeio Histórico Viseu-Caramulo, a Colecção de Automóveis, Motociclos, Velocípedes e Miniaturas do Museu do Caramulo, a Feira de Automobilia do Caramulo (Pavilhão Multiusos), Concentrações de automóveis e motociclos clássicos no Caramulo (Clubes), Actividades lúdicas Outdoor com a empresa Desafios Caramulo, parques infantis insufláveis, bares e zonas chill out com música durante todo o evento, entre outras.
Através desta imensa variedade, o Caramulo Motorfestival assume-se como um evento orientado não só para os verdadeiros aficionados dos automóveis e motociclos, mas também para todo o público em geral, em especial para as famílias que, assim, podem desfrutar de um fim-se-semana inesquecível na Serra do Caramulo.
O Caramulo Motorfestival é organizado pelo Museu do Caramulo anualmente no primeiro fim-de-semana de Setembro no Caramulo, através de uma equipa própria, jovem, dinâmica e com experiência em grandes eventos automóveis como sejam o Raid Figueira da Foz-Lisboa, o Salão Motorclássico, o Estoril Historic Festival ou o Circuito de Vila Real Revival.

## Salão Motorclássico
O Motorclássico - Salão Internacional de Automóveis e Motociclos Clássicos, é organizado anualmente pela Museu do Caramulo na FIL, no Parque das Nações, cobrindo uma área superior a 10.000 m² e com uma oferta que vai desde entidades comerciais e institucionais até às exposições temáticas.
O Salão Motorclássico é dedicado exclusivamente ao mundo do automóvel e motociclo clássico, com entidades tão variadas como stands de automóveis, motociclos e velocípedes clássicos, oficinas especializadas e fornecedores de peças, entidades institucionais como museus, clubes, associações, rallys e publicações, automobília e miniaturas de colecção.
A missão do Motorclássico é promover e dinamizar todo o universo dos automóveis e motociclos clássicos, desenvolvendo o seu lado comercial e institucional.
O salão tem crescido ano após ano, sendo actualmente visitado por mais de 40.000 pessoas em cada edição.